# Influenzavirus B
Influenzavirus B er en slægt i Orthomyxoviridae-familien. Den eneste art i denne slægt kaldes "Influenza B virus".
Influenzavirus B er kendt for kun at inficere mennesker og visse sælarter, og giver disse influenza.
Dets afgrænsede evne til at inficere andre arter end de to førnævnte gør, at influenza B ikke er i stand til at skabe pandemier, som det ses ved Influenzavirus A, hvis genom både kan mutere (antigen drift) og udveksles med andre virus (antigen skift).
Yderligere udvikler influenza B vira sig langsommere end A vira og hurtigere en C vira. Influenzavirus B muterer 2 til 3 gange mindre end influenzavirus A. Denne muterer dog så meget, at vedvarende immunitet ikke er mulig.

## Proteiner
- HA, se hemagglutinin
- M1
- M2[7]

## Fodnoter
1. ↑  Osterhaus AD, Rimmelzwaan GF, Martina BE, Bestebroer TM, Fouchier RA (2000). "Influenza B virus in seals". Science. 288 (5468): 1051-3. doi:10.1126/science.288.5468.1051. PMID 10807575.{{cite journal}}:  CS1-vedligeholdelse: Flere navne: authors list (link)
2. ↑  Hay AJ, Gregory V, Douglas AR, Lin YP (2001). "The evolution of human influenza viruses". Philos. Trans. R. Soc. Lond., B, Biol. Sci. 356 (1416): 1861-70. doi:10.1098/rstb.2001.0999. PMC 1088562. PMID 11779385.{{cite journal}}:  CS1-vedligeholdelse: Flere navne: authors list (link)
3. ↑  Matsuzaki Y, Sugawara K, Takashita E, Muraki Y, Hongo S, Katsushima N, Mizuta K, Nishimura H (2004). "Genetic diversity of influenza B virus: the frequent reassortment and cocirculation of the genetically distinct reassortant viruses in a community". J. Med. Virol. 74 (1): 132-40. doi:10.1002/jmv.20156. PMID 15258979.{{cite journal}}:  CS1-vedligeholdelse: Flere navne: authors list (link)
4. ↑  Lindstrom SE, Hiromoto Y, Nishimura H, Saito T, Nerome R, Nerome K (1999). "Comparative Analysis of Evolutionary Mechanisms of the Hemagglutinin and Three Internal Protein Genes of Influenza B Virus: Multiple Cocirculating Lineages and Frequent Reassortment of the NP, M, and NS Genes". J. Virol. 73 (5): 4413-26. PMC 104222. PMID 10196339.{{cite journal}}:  CS1-vedligeholdelse: Flere navne: authors list (link)
5. ↑  Yamashita M, Krystal M, Fitch WM, Palese P (1988). "Influenza B virus evolution: co-circulating lineages and comparison of evolutionary pattern with those of influenza A and C viruses". Virology. 163 (1): 112-22. doi:10.1016/0042-6822(88)90238-3. PMID 3267218.{{cite journal}}:  CS1-vedligeholdelse: Flere navne: authors list (link)
6. ↑  Nobusawa E, Sato K (april 2006). "Comparison of the Mutation Rates of Human Influenza A and B Viruses". J Virol. 80 (7): 3675-8. doi:10.1128/JVI.80.7.3675-3678.2006. PMC 1440390. PMID 16537638.
7. ↑  Viroporins. Structural Biology Highlights 2014

| Biologi | Spire Denne artikel om biologi er en spire som bør udbygges. Du er velkommen til at hjælpe Wikipedia ved at udvide den. |

| Lægevidenskab | Spire Denne artikel om lægevidenskab er en spire som bør udbygges. Du er velkommen til at hjælpe Wikipedia ved at udvide den. |